# Thông dù Nhật Bản
Thông dù Nhật Bản (tiếng Nhật gọi là コウヤマキ - koyamaki) với danh pháp hai phần là Sciadopitys verticillata, là loài thông đặc hữu của Nhật Bản. Nó là thành viên duy nhất của chi Sciadopitys cũng như của họ Sciadopityaceae (trước đây được xếp trong họ Bụt mọc - Taxodiaceae) và là một dạng hóa thạch sống không có các họ hàng gần. Các mẫu hóa thạch đã biết của nó có niên đại khoảng 230 triệu năm trước.

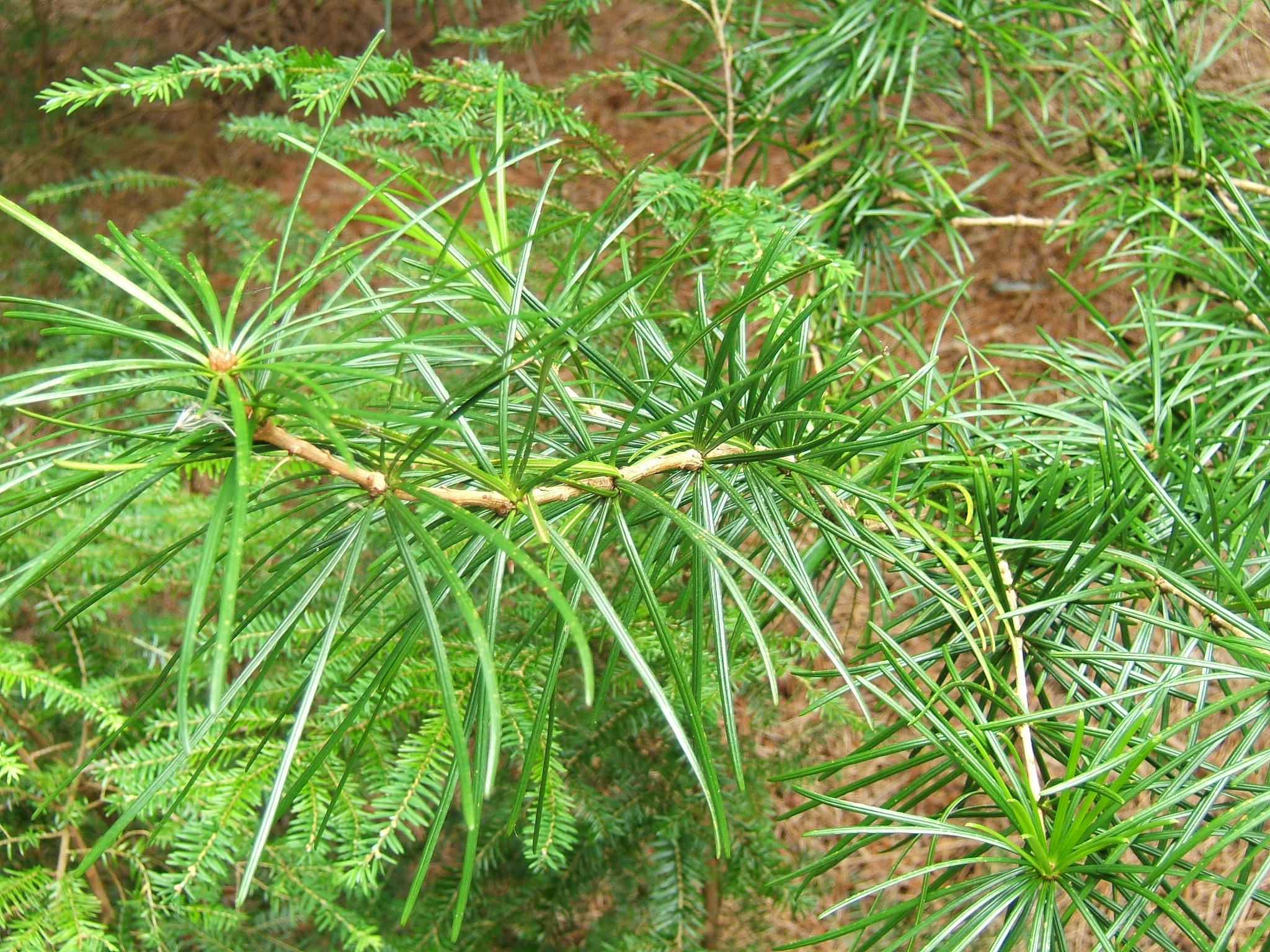
Bộ lá của Sciadopitys verticillata

Nó là một loại cây thân gỗ với lá thường xanh, có thể cao tới 15-27m, với các cành chính màu nâu mang các vòng xoắn của các cành dạng lá màu xanh lục, mềm dẻo, dài 7–12 cm trông tương tự như các lá và thực hiện các chứng năng của lá, nhưng trên thực tế chúng bao gồm các mô của thân cây; thỉnh thoảng các cành dạng lá này sẽ được phân nhánh và tạo ra các chồi trong khía chữ 'V' của đoạn phân nhánh. Các nón dài khoảng 6–11 cm, phát triển đầy đủ sau khoảng 18 tháng và có các vảy hơi dẹt được mở ra để giải phóng hạt.
Đây là một loại cây rất hấp dẫn và là cây trồng phổ biến trong nhiều khu vườn, mặc dù tốc độ tăng trưởng thấp và giá thành cao.
Thông dù Nhật Bản đã được chọn làm hình dấu riêng của hoàng gia Nhật Bản cho vị hoàng tử sinh năm 2006 là Hisahito Akishino, hiện tại là người đứng hàng thứ ba trong việc kế vị ngai vàng của Nhật Bản.